# Кендалл (Вашингтон)
Кендалл (англ. Kendall) — переписна місцевість (CDP) в США, в окрузі Вотком штату Вашингтон. Населення — 769 осіб (2020).

## Географія
Кендалл розташований за координатами 48°54′57″ пн. ш. 122°8′25″ зх. д. / 48.91583° пн. ш. 122.14028° зх. д. (48.915835, -122.140385).  За даними Бюро перепису населення США в 2010 році переписна місцевість мала площу 2,19 км², з яких 2,11 км² — суходіл та 0,09 км² — водойми.

## Демографія
Згідно з переписом 2010 року, у переписній місцевості мешкала 191 особа в 69 домогосподарствах у складі 47 родин. Густота населення становила 87 осіб/км².  Було 87 помешкань (40/км²).
Расовий склад населення:
| - 94,2 % — білих - 1,0 % — корінних американців |

До двох чи більше рас належало 4,2 %. Частка іспаномовних становила 6,3 % від усіх жителів.
За віковим діапазоном населення розподілялося таким чином: 23,6 % — особи молодші 18 років, 62,8 % — особи у віці 18—64 років, 13,6 % — особи у віці 65 років та старші. Медіана віку мешканця становила 38,9 року. На 100 осіб жіночої статі у переписній місцевості припадало 107,6 чоловіків;  на 100 жінок у віці від 18 років та старших — 114,7 чоловіків також старших 18 років.
Цивільне працевлаштоване населення становило 46 осіб. Основні галузі зайнятості: виробництво — 39,1 %, будівництво — 32,6 %, освіта, охорона здоров'я та соціальна допомога — 28,3 %.